# 학교 행사
학교 행사(學校行事) 또는 행사 활동(行事活動)은 학교에서 교과(敎科) 이외에 교육 목적으로 실시하는 특별 활동의 일종으로, 행사를 위주로 하는 활동이다.

## 종류
학교 행사는 지역이나 학교에 따라 다양하게 실시할 수 있으므로 그 종류는 곳에 따라 다르다. 다만 그 범주를 다음과 같은 내용으로 묶을 수 있다.

### 의식 행사 활동
입학이나 졸업 같은 특정한 일을 기념하는 의식을 갖는 활동이다.
- 입학식, 졸업식, 개학식(시업식), 방학식(종업식), 조회 등.

### 학예 행사 활동
학습 과정이나 결과를 종합해 발표하거나 감상하는 활동이다.
- 학습발표회(학예회) : 학생들의 학습 과정이나 결과, 능력 따위를 전시하거나 발표하는 활동.
- 전시회, 발표회, 감상회, 경연 대회, 실기 대회 등.

### 보건 체육 행사 활동
몸과 마음을 건강하게 발달시키고 협동심과 연대 의식을 높이기 위한 활동이다.
- 신체 검사, 건강 진단, 예방 접종, 체육 대회, 친선 경기 대회 등.

### 수련 활동
몸과 마음의 조화롭고 진취적인 발달을 위한 활동이다.
- 소풍, 수학여행, 문화재·명승지 답사, 학술 조사, 해외 여행
- 등산·등반, 야영, 하이킹, 국토 순례, 탐사 활동, 극기 훈련 등.

### 안전 구호 활동
안전한 생활을 위한 교육 활동이다.
- 안전 생활 훈련, 대피 방호 훈련, 재해 구조 활동 등.

### 교류 활동
지역이나 국가 간의 교류를 통해 다양한 문화의 가치를 이해하고 수용할 수 있도록 하는 활동이다.
- 자매 결연 활동, 도시·농촌 교류, 국제 교류 활동 등.

### 기타 활동
- 학교 축제 : 각종 공연이나 전시, 체험 등의 활동을 하는 문화 행사. (예: 대학 축제)

## 참고 문헌
1. 1 2  교육부 (1998년 8월 10일). 《초등 학교 교육 과정》. 대한 교과서. 348~358쪽. ISBN 9788937805714.
2. ↑  이홍우, 유한구, 장성모 (2003년 8월 25일). 〈제4부. 10장. 학교 교육과정〉. 《교육과정이론》. 교육과학사. 435~438쪽. ISBN 9788982877421.

## 관련 문헌
- 교육부 (1998년 8월 10일). 《특별 활동 교육 과정》. 대한 교과서. ISBN 9788937805899.

## 같이 보기
- 대학 축제
- 특별 활동